# Gotenba
Gotenba (御殿場市, Gotenba-shi), également retranscrit Gotemba, est une ville située dans la préfecture de Shizuoka, au Japon.

## Géographie

### Localisation
Gotenba est située sur le versant sud-est du mont Fuji, dans le nord-est de la préfecture de Shizuoka.

### Municipalités limitrophes
| Oyama            | Oyama   | Oyama  |
| Fujinomiya, Fuji | Gotenba | Hakone |
| Susono           | Susono  | Susono |

### Démographie
En 2019, la population de la ville de Gotenba était de 87 062 habitants, répartis sur une superficie de 194,90 km2. En septembre 2024, elle était de 83 561 habitants.

### Climat
La ville a un climat subtropical humide caractérisé par des étés chauds et humides et des hivers relativement doux. La température moyenne annuelle à Gotenba est de 11,3 °C. La pluviométrie annuelle moyenne est de 2 221 mm, septembre étant le mois le plus humide.

## Histoire
Gotenba est le lieu de la première colonie connue fondée dans la région de Shizuoka, il y a 2 000 ans. Les habitants de la région (y compris Gotenba) n'étaient pas d'origine Yamato, mais étaient probablement des Aïnous.
Pendant l'époque de Heian, la région de Gotenba faisait partie d'un shōen appartenant au sanctuaire d'Ise. Puis pendant l'époque d'Edo, elle faisait partie du domaine d'Odawara. Au  début de l'ère Meiji, elle est devenue une partie du domaine de Shizuoka jusqu'à l'abolition du système han en 1871 et la création de la préfecture de Shizuoka. L'ouverture de la gare de Gotemba sur ce qui était alors la ligne principale Tōkaidō le 1er février 1889 a stimulé le développement de la région. Le 1er avril 1889, le bourg moderne de Gotenba est créé au sein du district de Suntō, avec les villages de Fujioka, Harasato, Ino, Tamaho et Takane.
Le 1er décembre 1934, l'ouverture du tunnel de Tanna dévie la ligne principale de Tōkaidō vers le sud jusqu'à Atami, laissant Gotenba sur un embranchement (l'actuelle ligne Gotemba), ce qui entraîne un dépeuplement temporaire. Pendant la période d'avant-guerre, Gotenba était une base importante pour l'armée impériale japonaise et abrite toujours des installations militaires et une grande zone d'entraînement (la zone de manœuvre du Fuji-Est) pour les forces japonaises d'autodéfense et le corps des Marines des États-Unis.
Gotemba a été élevée au rang de ville le 11 février 1955 après la fusion avec les villages voisins de Fujioka, Harasato, Ino et Tamaho. La ville s'est agrandie grâce à l'annexion du village de Takane le 1er janvier 1956 et du district de Furusawa du bourg d'Oyama le 1er septembre 1957.

## Transports
Gotenba est desservie par la ligne Gotemba de la JR Central. La gare de Gotemba est la principale gare de la ville.

## Jumelages
Gotenba est jumelée avec les villes de Chambersburg, Pennsylvanie, États-Unis depuis le 22 août 1960 et de Beaverton, Oregon, États-Unis depuis le 22 octobre 1987.

## Honneur
L'astéroïde (10141) Gotenba porte son nom.